# Fijixipha inaudax
Fijixipha inaudax är en insektsart som beskrevs av Otte, D. och Cowper 2007. Fijixipha inaudax ingår i släktet Fijixipha och familjen syrsor. Inga underarter finns listade i Catalogue of Life.